# Aylacophora deserticola
 Aylacophora deserticola  Cabrera, 1953 è una specie di piante angiosperme dicotiledoni della famiglia delle Asteraceae, sottofamiglia Asteroideae,  tribù Astereae (Basal grade) e sottotribù Chiliotrichinae.  Aylacophora deserticola è anche l'unica specie del genere  Aylacophora   Cabrera, 1953.

## Etimologia
Il genere generico ("Aylacophora") deriva da due parole greche: aylacos, che significa "solco", e "φορός" (phoros), che significa "portatore" e si riferito ai notevoli solchi che corrono lungo il fusto. L'epiteto specifico ( deserticola) si riferisce al suo habitat tipico.
Il nome scientifico della specie è stato definito dal botanico Angel Lulio Cabrera (1908-1999) nella pubblicazione " Boletin de la Sociedad Argentina de Botanica. La Plata, Argentina" ( Bol. Soc. Argent. Bot. 4: 268) del 1953. Il nome scientifico del genere è stato definito nella stessa pubblicazione.

## Descrizione
Portamento. Le specie di questa voce ha un habitus di tipo sub-arbustivo o arbustivo.
Fusto. La parte aerea in genere è eretta e densamente ramificata e intricata. I rami sono glabri con scanalature tomentose.
Foglie. Le foglie, poche, sparse e presto caduche, sono disposte in modo alternato e sono più o meno sessili. Le foglie, intere, hanno delle forme lineari con apici acuti; sono coriacee e di tipo ericoide. La superficie abassiale è tomentosa in modo evanescente.
Infiorescenza. Le sinflorescenze sono sia scapose (capolini solitari) che composte da diversi capolini. Le infiorescenze vere e proprie sono composte da un capolino terminale peduncolato di tipo discoide con fiori spesso omogami. I capolini sono formati da un involucro, con forme ampiamente campanulate o globose, composto da diverse brattee, al cui interno un ricettacolo fa da base ai fiori di due tipi: fiori del raggio (spesso assenti) e fiori del disco. Le brattee, facilmente decidue, con forme da ovate a oblungo-lanceolate, superfici tomentose, margini lisci e a consistenza erbacea, sono disposte in modo più o meno embricato e scalato su 5 - 6 serie. Il ricettacolo, con forme oblungo-lanceolate e conduplicato, è provvisto di pagliette a protezione della base dei fiori.
Fiori.  I fiori sono tetra-ciclici (formati cioè da 4 verticilli: calice – corolla – androceo – gineceo) e pentameri (calice e corolla formati da 5 elementi). Si distinguono in:
- fiori del raggio (esterni): sono assenti;
- fiori del disco (centrali): sono 20 - 25 per capolino con forme tubulose (attinomorfe); sono ermafroditi.

- Formula fiorale:

*/x K {\displaystyle \infty }, [C (5), A (5)], G 2 (infero), achenio
- Calice: i sepali del calice sono ridotti ad una coroncina di squame.

- Corolla: la forma della corolla alla base è più o meno tubulosa-imbutiforme e lobata; i lobi, patenti o eretti, hanno una forma deltata o più o meno lanceolata. I colori della corolla sono giallo e varietà.

- Androceo: l'androceo è formato da 5 stami sorretti da filamenti generalmente liberi; gli stami sono connati e formano un manicotto circondante lo stilo; le teche (produttrici del polline) alla base sono troncate e sono lievemente auricolate (molto raramente sono speronate o hanno una coda); le appendici apicali delle antere hanno delle forme piatte e lanceolate; il tessuto endoteciale (rivestimento interno dell'antera) è quasi sempre polarizzato (con due superfici distinte: una verso l'esterno e una verso l'interno). Il polline è sferico con un diametro medio di circa 25 micron;  è tricolporato (con tre aperture sia di tipo a fessura che tipo isodiametrica o poro) ed è echinato (con punte sporgenti).[11][14]

- Gineceo: l'ovario è infero uniloculare formato da 2 carpelli.[7] Lo stilo (il recettore del polline) è profondamente bifido (con due stigmi divergenti) e con le linee stigmatiche marginali separate.[15] I due bracci dello stilo hanno una forma da lanceolata a deltoide e possono essere papillosi o ricoperti da ciuffi di peli. Lo stilo dei fiori del raggio è supinato.

Frutti. I frutti sono degli acheni con pappo; in alcune specie è presente un certo dimorfismo (gli acheni dei fiori del raggio differiscono dagli acheni dei fiori del disco);
- achenio: gli acheni, con forme obovate e compresse, hanno 2 nervature laterali; la superficie è glabra con margini e apici strigosi-sericei; la parete dell'achenio è formata da celle contenenti rafidi ma prive di fitomelanina; il carpoforo normalmente è anulare; le setole con punte a forma di ancora non sono presenti;
- pappo: il pappo è formato da una serie di 20 - 25 scaglie lanceolate ed è più piccolo degli acheni.

## Biologia
Impollinazione: tramite insetti (impollinazione entomogama tramite farfalle diurne e notturne).

Riproduzione: la fecondazione avviene fondamentalmente tramite l'impollinazione dei fiori.

Dispersione: i semi cadono a terra e vengono dispersi soprattutto da insetti come formiche (disseminazione mirmecoria). Un altro tipo di dispersione è zoocoria: gli uncini delle brattee dell'involucro (se presenti) si agganciano ai peli degli animali di passaggio che portano così i semi anche su lunghe distanze. Inoltre per merito del pappo il vento può trasportare i semi anche per alcuni chilometri (disseminazione anemocora).

## Distribuzione e habitat
La specie di questa voce è distribuita in Argentina (meridionale).

## Sistematica
La famiglia di appartenenza di questa voce (Asteraceae o Compositae, nomen conservandum) probabilmente originaria del Sud America, è la più numerosa del mondo vegetale, comprende oltre 23.000 specie distribuite su 1.535 generi, oppure 22.750 specie e 1.530 generi secondo altre fonti (una delle checklist più aggiornata elenca fino a 1.679 generi). La famiglia attualmente (2021) è divisa in 16 sottofamiglie; la sottofamiglia Asteroideae è una di queste e rappresenta l'evoluzione più recente di tutta la famiglia.
Alcune checklist considerano il genere, e quindi la specie di questa voce, un sinonimo del genere Nardophyllum Hook. & Arn. (il sinonimo per la specie è Nardophyllum deserticola (Cabrera) G.L.Nesom).

### Filogenesi
La tribù Astereae (una delle 21 tribù della sottofamiglia Asteroideae) comprende circa 40 sottotribù. In base alle ultime ricerche nella tribù sono stati individuati (provvisoriamente) 5 principali lignaggi:
- Basal grade: include alcuni generi isolati, il gruppo "South American-Oceania",  alcune sottotribù africane e il gruppo dei generi legnosi del Madagascar.
- Bellis lineage: comprende le sottotribù eurasiatiche e una sottotribù africana.
- Aster lineage: include i generi asiatici di Asterinae e i principali gruppi dell'Australia e dell'Oceania.
- Baccharis lineage: include alcuni gruppi sudamericani.
- North American lineage: include la vasta gamma di sottotribù del Nordamerica, Messico e alcuni gruppi distribuiti nel Sudamerica.

Il genere  Aylacophora (insieme alla sottotribù Chiliotrichinae) è incluso nel lignaggio "Basal grade". In particolare fa parte del sottogruppo relativo agli areali del Sudamerica. Le specie di questo gruppo sono caratterizzate da un livello di ploidia 2x o 4x. La sottotribù è suddivisa in tre cladi (o gruppi): Chiliotrichum clade - Nardophyllum clade - Llerasia clade. Il genere Aylacophora è incluso nel clade "Chiliotrichum" insieme ai generi Chiliotrichum - Lepidophyllum -  Chiliophyllum. I caratteri morfologici principali di questo gruppo sono: un pappo composto da scaglie a forma e disposizione variabili, e degli acheni privi di tricomi gemelli tra le costole (o al massimo hanno solo pochissimi tricomi sparsi nella parte superiore). Altri caratteri condivisi sono: i capolini sono del tipo radiato, i ricettacoli sono parzialmente provvisti di pagliette, i rami dello stilo sono piuttosto oblunghi ed ottusi e il pappo è biseriato.
In precedenti trattazioni questo genere è descritto all'interno della sottotribù Hinterhuberinae (ora sinonimo della sottotribù Baccharidinae).
I caratteri distintivi della specie  Aylacophora deserticola sono:
- le foglie sono sparse, caduche e precoci;
- il capolino è discoidale con l'involucro globoso;
- gli acheni hanno delle forme elicoidali e molte nervature longitudinali con superficie irsuta-strigosa;
- la lunghezza del pappo è uguale alla corolla dei fiori del disco.